# Sumbing
Der Sumbing  oder  Gunung Sumbing ist ein aktiver Stratovulkan in Zentraljava in Indonesien.
Der 3371 Meter hohe Gipfel wird von einem sich nach Nordosten öffnenden Krater mit rund 800 Meter Durchmesser gebildet, in dem sich ein Lavadom befindet. Insbesondere am Nord- und Südosthang finden sich Nebenkrater.
Nach historischen Berichten fand um 1730 ein Ausbruch statt, bei dem möglicherweise durch phreatische Explosionen kleinere Krater im Gipfelbereich entstanden.
Gut zehn Kilometer nordwestlich und vom Sumbing durch einen 1400 Meter hohen Sattel getrennt befindet sich der 3136 Meter hohe Sundoro, ein weiterer Vulkan.